# Salwinoryna B
Salwinoryna B – organiczny związek chemiczny z grupy diterpenoidów występujący w szałwii wieszczej. Odkryta została w latach 80. XX wieku. Prawdopodobnie nie ma działania psychoaktywnego.